# 洛耶夫

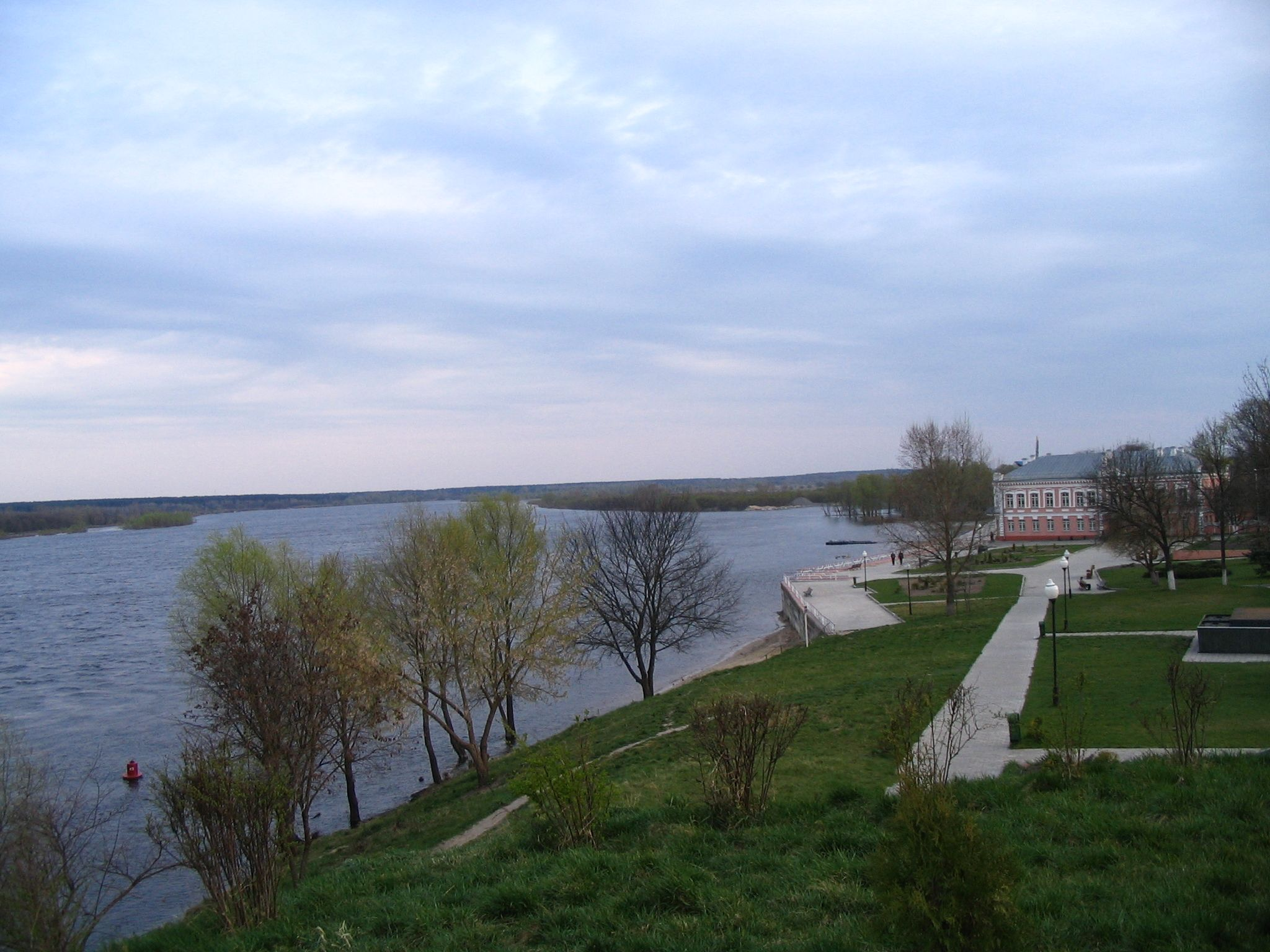

洛耶夫是白俄羅斯的城市，位於首府戈梅利以南92公里，第聶伯河右岸，由戈梅利州負責管轄，2009年人口7,022。第二次世界大戰期間，納粹德國在1941年8月26日至1943年10月17日佔領該市。
51°56′N 30°48′E / 51.933°N 30.800°E